# دومینیک یانسن
دومینیک یانسن (انگلیسی: Dominique Janssen؛ زادهٔ ۱۷ ژانویهٔ ۱۹۹۵) بازیکن فوتبال اهل پادشاهی هلند است.
از باشگاه‌هایی که در آن بازی کرده‌است می‌توان به باشگاه فوتبال اس‌جی‌اس اسن، باشگاه فوتبال زنان وولفسبورگ، و تیم فوتبال زنان آرسنال اشاره کرد.
وی همچنین در تیم‌های ملی فوتبال زنان هلند بازی کرده‌است.